# Alchiba
Alchiba (Alfa del Corb / α Corvi) és un estel de magnitud aparent +4,00 i només la cinquena més brillant de la constel·lació del Corb, malgrat tenir la denominació de Bayer alfa. El seu nom prové de la paraula àrab الخباء Al Ḣibā‘ i significa «la tenda» —entenent-se com a habitatge. A la Xina era conegut com a Yew Hea (右轄), «l'eix dret».
Alchiba és un estel groc de tipus espectral F0 proper al Sistema Solar, a 48,2 anys llum de distància, amb una temperatura efectiva de ~ 7000 K. No tan diferent del Sol, la seva massa és només un 20 % major que la del mateix, i la seva lluminositat és 4 vegades major que la lluminositat solar. El seu radi és un 67 % més gran que el del Sol i gira sobre si mateix amb una velocitat de rotació projectada de 23,5 km/s, que donat lloc a un període de rotació igual o inferior a 3,6 dies. Antigament catalogat com a gegant, avui se'l considera un estel de la seqüència principal o, de fet, gairebé un estel subnana, car la seva lluentor és inferior a altres estels de la seva classe. Aquesta classe d'estels són massa calents per a la seva temperatura, resultat del seu baix contingut en metalls. Encara que Alchiba no és un subnana clàssic, el seu contingut en ferro és només el 25 % del solar. La seva edat s'estima en 400 milions d'anys.
Se sospita que Alchiba pot ser un binari espectroscòpic, encara que de moment la seva duplicitat no ha estat confirmada.